# Солиситор
Соли́ситор (англ. solicitor) — категория адвокатов в Великобритании, ведущих подготовку судебных материалов для ведения дел барристерами — адвокатами высших судов.
Солиситоры также работают юрисконсультами в различных организациях и имеют право вести судебные дела в судах низших инстанций (магистратных судах графств и городов-графств).
Наличие двух категорий адвокатов не соответствует современной мировой практике и объясняется в основном историческими причинами, консерватизмом английской судебной системы, сложностью ведения судебных дел в странах англо-саксонской системы права (необходимостью применения значительного количества судебных прецедентов и отсутствием строгой системы правовых актов), а также нежеланием барристеров терять привилегированное положение и связанные с этим материальные выгоды.